# Киктев, Сергей Петрович
Серге́й Петро́вич Ки́ктев (20 апреля 1915, Витебск — 31 мая 1980, Москва) — советский дипломат. Чрезвычайный и полномочный посол. Отец арабиста Максима Киктева.

## Биография
В 1939 году окончил исторический факультет Куйбышеского педагогического института и Курсы усовершенствования командного состава РККА в 1940 году. С июня по сентябрь 1941 года — участник Великой Отечественной войны. Демобилизован после тяжёлого ранения. В 1945 году окончил Высшую дипломатическую школу НКИД СССР. На дипломатической работе с 1945 года.
- В 1945—1947 годах — сотрудник центрального аппарата НКИД (с 1946 — МИД) СССР.
- В 1947—1949 годах — сотрудник посольства СССР в Турции.
- В 1949—1951 годах — первый секретарь миссии СССР в Египте.
- В 1951—1954 годах — советник миссии (в 1954 — посольства) СССР в Египте.
- В 1954—1955 годах — заместитель заведующего Отдела стран Ближнего и Среднего Востока МИД СССР.
- С 17 декабря 1955 по 10 июля 1961 года — чрезвычайный и полномочный посланник (с 1956 — посол) СССР в Ливане.
- В 1961—1963 годах — заместитель заведующего Отделом стран Ближнего Востока МИД СССР.
- В 1963—1969 годах — заведующий Отделом стран Среднего Востока МИД СССР.
- С 11 ноября 1969 по 3 октября 1972 года — чрезвычайный и полномочный посол СССР в Афганистане.
- С 25 октября 1972 по 26 декабря 1973 года — чрезвычайный и полномочный посол СССР в Марокко.
- В 1973—1976 годах — на ответственной работе в Отделе Ближнего Востока МИД СССР.

Публиковался с профильными статьями под псевдонимом «К.Петров» (Англо-Египетский конфликт 1924 г. // Арабские страны. История. – М., 1963.)
Похоронен на Ваганьковском кладбище.

## Награды
- Орден Красной Звезды (6 ноября 1947)
- Орден «Знак Почёта» (31 декабря 1966)
- Орден Трудового Красного Знамени (22 октября 1971)[2]